# Nonilfenol
Los nonilfenoles son una familia de compuestos orgánicos relacionados con la familia de los alquilfenoles, preparados químicos no halogenados manufacturados casi exclusivamente para producir etoxilatos de alquilfenol, un grupo de surfactantes no iónicos. Los etoxilatos de alquilfenol más utilizados son los etoxilatos de nonilfenol (NPE) y, en menor grado, el octilfenol. Una vez emitidos al medio ambiente, los etoxilatos de alquilfenol pueden degradarse de nuevo a alquilfenol, que es persistente, bioacumulable y tóxico para la vida acuática. Estas sustancias químicas también son conocidas como disruptores endocrinos ,compuestos  exógenos que, a bajas concentraciones, promueven cambios en una o más funciones del sistema endocrino y su estructura provocando efectos adversos sobre su propio organismo o descendencia. Esta serie de sustancias son ingredientes comunes en numerosos detergentes, aunque la legislación europea los ha prohibido recientemente debido a su impacto sobre el medio ambiente y la salud humana. La característica química de los nonilfenoles es su estructura compuesta de un fenol. Estructuralmente los nonifenoles están constituidos por un fenol, parte polar, unido a una cadena alquílica de entre 9 y 12 átomos de carbono, parte apolar. Así, la capacidad de solubilizarse en agua estará determinada por el tamaño de la  cadena carbonada siendo mayor a medida que disminuye la longitud de dicha cadena así como el número de ramificaciones. Al mismo tiempo que disminuye su solubilidad en agua , aumenta en solventes orgánicos.
La  gravedad  a  la  que pueden  llegar  los  daños  por  exposición  a  dichos agentes    hace    que    deban    calificarse    como sustancias  especialmente  peligrosas  y  que  deban evitar  los  riesgos  derivados  de  la exposición  La prioridad  debe  ser  su  eliminación  o  sustitución  y sólo  en  caso  de  que  esto  no  sea  técnicamente posible se deberían adoptar otras medidas para la reducir  la exposición.
Para mitigar el impacto y la presencia de estos compuestos en los ecosistemas se han estudiado diversas alternativas dirigidas  a conseguir su remoción, basadas  en procesos de absorción, electrocoagulación, filtración por membrana y procesos de oxidación avanzada(AOP). 

## Mecanismo de acción
Mimetizan la actividad biológica de una hormona uniéndose al receptor celular, conduciendo la respuesta de la célula. Interfieren con procesos metabólicos en el cuerpo, afectando los índices de síntesis o de interrupción de las hormonas naturales. Pueden  inhibir proteínas de transporte en la sangre, alterando las cantidades de hormonas naturales que estén presentes en la circulación. Pueden unirse al receptor y no activarlo provocando un efecto antagónico.

## Técnicas de cuantificación
Cotidianamente, para la identificación y cuantificación del nonilfenol se han empleado técnicas tales como la cromatografía líquida de alta resolución (HPLC) y cromatografía de gases (GC), y en algunos casos el método de ELISA. Aunque la cromatografía de gases presenta buena sensibilidad, tiene algunas limitaciones en su aplicación asociadas con la volatilidad  de  los  compuestos  de  interés,  debido  a  que  solo  podrían  separarse  compuestos  que  puedan  evaporarse  a  la  temperatura  máxima  de  trabajo  en  el  horno. Con la HPLC se evitan estas limitaciones, siendo la metodología  de elección en  la  determinación  de  este  tipo  de  contaminantes.

## Usos
Los nonilfenoles son usados principalmente en la fabricación de productos de limpieza como detergentes y, en menor medida, para otras aplicaciones como, por ejemplo, pesticidas, resinas, compuestos auxiliares en minería etc. También se usa en la producción de etoxilatos de nonilfenol o nonoxinoles que son frecuentemente utilizados como productos de limpieza de numerosos procedimientos industriales, para producción de pasta de papel, textiles naturales y sintéticos, cuero, aditivos de pinturas de látex y de determinados plaguicidas.
En la actualidad, existen en el mercado un abanico de moléculas con propuestas que reemplazan por completo los usos del nonilfenol, como es el caso del alcohol lineal etoxilado. Este tensioactivo no iónico presenta un excelente perfil ambiental (alta biodegradación), al mismo tiempo que potencia la eficacia y la calidad de la pulverización.

## Riesgos para la salud humana
Grandes cantidades de nonilfenol proveniente de la industria han sido vertidas al ambiente desde la Segunda Guerra Mundial. Se empezó a observar que la exposición del feto a estos productos o durante las primeras etapas postnatales podrían provocar un daño permanente en cualquier organismo vivo, en los seres humanos, particularmente en niños, además de alteraciones de ciertas funciones comportamentales y cognitivas, bajo peso al nacer y pubertad precoz. Esta sustancia se puede absorber por inhalación, a través de la piel y por ingestión. Si la exposición es de corta duración es corrosiva para los ojos, la piel y el tracto respiratorio. Su inhalación puede originar edema pulmonar que, a menudo, se pone de manifiesto pasadas algunas horas y se agrava por el esfuerzo físico. También altera los mecanismos endocrinos.
Inspección de su efecto en los humanos:
- Los nonilfenoles son usados principalmente en la fabricación de productos de limpieza como detergentes y, en menor medida, para otras aplicaciones como, por ejemplo, pesticidas, resinas, compuestos auxiliares en minería etc. También se usa en la producción de etoxilatos de nonilfenol o nonoxinoles que son frecuentemente utilizados como aguas de suministro, efluentes domésticos, productos de limpieza de numerosos procedimientos industriales, para producción de pasta de papel, textiles naturales y sintéticos, cuero, aditivos de pinturas de látex y de determinados plaguicidas.
- En la actualidad existen en el mercado un abanico de moléculas, con propuestas superadoras que reemplazan por completo las utilidades  del nonilfenol, como es el caso del alcohol lineal etoxilado.  Este tensioactivo no iónico  presenta un excelente perfil ambiental (alta biodegradación), al mismo tiempo que  potencia  la eficacia y la calidad de la pulverización.
- Provoca quemaduras.
- Posible riesgo de perjudicar la fertilidad.
- Nocivo por ingestión.
- Posible riesgo durante el embarazo de efectos adversos para el feto.[4]

## Riesgos para la fauna
El nonilfenol es muy tóxico para los peces y otros organismos acuáticos . No se degrada con facilidad, tardando meses o incluso más en biodegradarse de la superficie del agua o de los sedimentos del suelo. Su bioacumulación es significativa en organismos acuáticos,en pájaros e incluso en mamíferos.
Esta bioacumulación de nonilfenol genera en peces alteraciones en la síntesis de la proteína asociada a la vitelogenina  (vtg),  provocando  un  descontrol multihormonal  que  causa  la  feminización  de peces  machos, así como lesiones histopatológicas. 
Respecto a las evidencias en mamíferos tales como ratones machos, aparecen efectos adversos asociados con deficiencias hormonales, trastornos de metabolismo de fructosa y daño oxidativo testicular.

## Advertencias para su manejo
1. Consérvese bajo llave y manténgase fuera del alcance de los niños.
2. En caso de contacto con los ojos, lávense inmediata y abundantemente con agua y acúdase al médico.
3. Úsense indumentaria y guantes adecuados y protección para los ojos/la cara.
4. En caso de accidente o malestar, acúdase inmediatamente al médico (si es posible, muéstresele la etiqueta).
5. En caso de ingestión, acúdase inmediatamente al médico y muéstresele la etiqueta o el envase.
6. Elimínense el producto y su recipiente como residuos peligrosos.
7. Evítese su liberación al medio ambiente.
8. Si entró en contacto con la piel quitar la ropa inmediatamente, con papel limpio eliminar la mayor cantidad de material, después lavar con abundante agua y lavar la ropa dañada antes de usarla. 
9. Si se produce inhalación llevar a la persona a un espacio ventilado, si no respira realizar la respiración artificial o administrarle oxígeno.

## Marco legal
Debido a las preocupaciones y los hallazgos mencionados anteriormente, se produjeron algunas limitaciones y restricciones en la producción y el uso de compuestos NP en los procesos industriales. La UE aprobó en 2003 la Directiva 2003/53/CE, que limita la comercialización y el uso de productos y formulaciones de productos que contengan más de un 0,1% en masa de NPEOx o NP en Europa: “No se pueden comercializar o usar como sustancias o constituyentes de preparados en concentraciones iguales o superiores al 0,1% en masa de Nonilfenol o 1% en masa de Etoxilato de Nonilfenol” 
Esto se aplica a muchas industrias, incluyendo la industria textil y de cuero, y la directiva está en vigencia desde enero de 2005. En los EE.UU, se preparó un plan de acción frente a NP y NPEOx en 2010 e inició acciones regulatorias para la gestión de los riesgos potenciales de NP y NPEOx. Para ello, la actual fase de uso NPEOx en la producción de detergentes industriales pondría fin a la utilización de NPEOx en 2018. Por otra parte, la EPA tiene la intención de alentar a los fabricantes de todos los productos que contienen NPEOx de utilizar formulaciones libres NPEOx. 
La comercialización y el uso, como tal o en preparados, ha sido en gran medida prohibida en 2003 en la UE, pero su presencia en artículos de consumo aún se permite.
En Argentina, y otros países de América del Sur los NP aún se siguen utilizando y comercializando. Sin embargo, en algunas provincias se advirtió sobre los trastornos que produce el NPEOx que es un adyuvante agrícola de uso extendido y se prohibió el uso de fitosanitarios de banda roja  y de coadyuvantes, aceleradores y optimizadores de los efectos agroquímicos a base de nonilfenol etoxilado en  2011 en la provincia de Santa Fé y en la provincia de Córdoba 
En Canadá, USA y Japón se han promovido acciones voluntarias en la industria con el propósito de disminuir su utilización.
A pesar de que los elevados niveles de emisiones de NP al ecosistema acuático están bien documentados y de que existen datos de monitorización que demuestran concentraciones cercanas a los máximos niveles permitidos, las autoridades ignoran los requisitos legales para actuar. Según sus planes hidrológicos, no se detecta ningún problema y por consiguiente, no se lleva a cabo ninguna actuación.